# Carlos Eurico da Costa
Carlos Eurico da Costa  (Viana do Castelo, 1928 — Lisboa, 1998) fue un escritor surrealista portugués, con una actividad destacada en el área del periodismo y la industria de la publicidad. 

## Biografía
Hijo del escritor y periodista Severino Costa. Trabajó en los diarios  "Diário de Lisboa" y "Diário Ilustrado", del cual fue apartado por un proceso político que se haría famoso en la historia del periodismo portugués. Colaboró en publicaciones como la Seara Nova, Árvore, Serpente, Diário de Notícias, etc. Fue también crítico cinematográfico.
Su nombre quedó ligado a la historia del Surrealismo en Portugal. Formó parte, en 1949, con los diseños "Grafoautografias", de la primera Exposição dos Surrealistas portugueses, con nombres como Henrique Risques Pereira, Mário Cesariny de Vasconcelos, Oom, F. J. Francisco, A. M. Lisboa, Mário Henrique Leiria, Fernando Alves dos Santos, Artur do Cruzeiro Seixas, Artur da Silva, A. P. Tomaz e Calvet. En 1951, fue uno de los protagonistas de la ruptura dentro del movimiento surrealista português, al suscribir la respuesta a Alexandre O'Neill en el panfleto colectivo Do Capítulo da Probidade. 
Opuesto al Estado Novo, fue encarcelado por motivos políticos durante su servicio militar obligatorio. Mantuvo una constante actitud de intervención en los asuntos públicos, ligado a los medios opositores al régimen salazarista. Fue miembro de la dirección de la Sociedade Portuguesa de Escritores y presidente de la Associação da Imprensa Diária entre otros cargos y responsabilidades.
Desarrolló su actividad profesional en el área de las relaciones públicas y de la publicidad, con responsabilidades de dirección en la empresa CIESA-NCK y en el grupo empresarial "Sociedade Nacional de Sabões".

## Obras publicadas
- Sete Poemas da Solenidade e um Requiem (Lisboa: Edições Árvore, 1952. Prólogo de Mário Cesariny de Vasconcelos: "A volta do filho prólogo"),
- Aventuras da Razão (Lisboa: Livraria Morais Editora, Col. "Círculo de Poesia", 1965),
- A Fulminada Imagem (Lisboa: Editorial Estampa, Col. "Poesia, Ensaio, Teatro". Prólogo de Alberto Ferreira, 1968), y
- A Cidade de Palagüin (Lisboa: & etc, 1979).

Existe una antología bilingüe en portugués y español de su obra poética: A Cidade de Palagüin/La ciudad de Palagüin. Edición y traducción de Perfecto E. Cuadrado. Badajoz: Junta de Extremadura, Col. "La Estirpe de los Argonautas-Cuadernos de Poesía", n.º 2, 2001.